# Ścinawa Nyska (przystanek kolejowy)
Ścinawa Nyska – przystanek osobowy na zlikwidowanej linii kolejowej nr 256 Nysa - Ścinawa Mała, w miejscowości Ścinawa Nyska, w województwie opolskim, w powiecie nyskim, w gminie Korfantów, w Polsce.
| Ścinawa Nyska                                           |  |                                  |
| Linia nr 256 (D29-1971) Nysa - Ścinawa Mała (20,400 km) |  |                                  |
| Wężaodległość: 3,800 km                                 |  | Ścinawa Mała odległość: 0,700 km |